# Hennebont

Hennebont este o comună în departamentul Morbihan, Franța. În 1 ianuarie 2022 avea o populație de 15.831 de locuitori.